# Agrotis ipsilon
Agrotis ipsilon là một loài bướm đêm trong họ Noctuidae.

## Hình ảnh

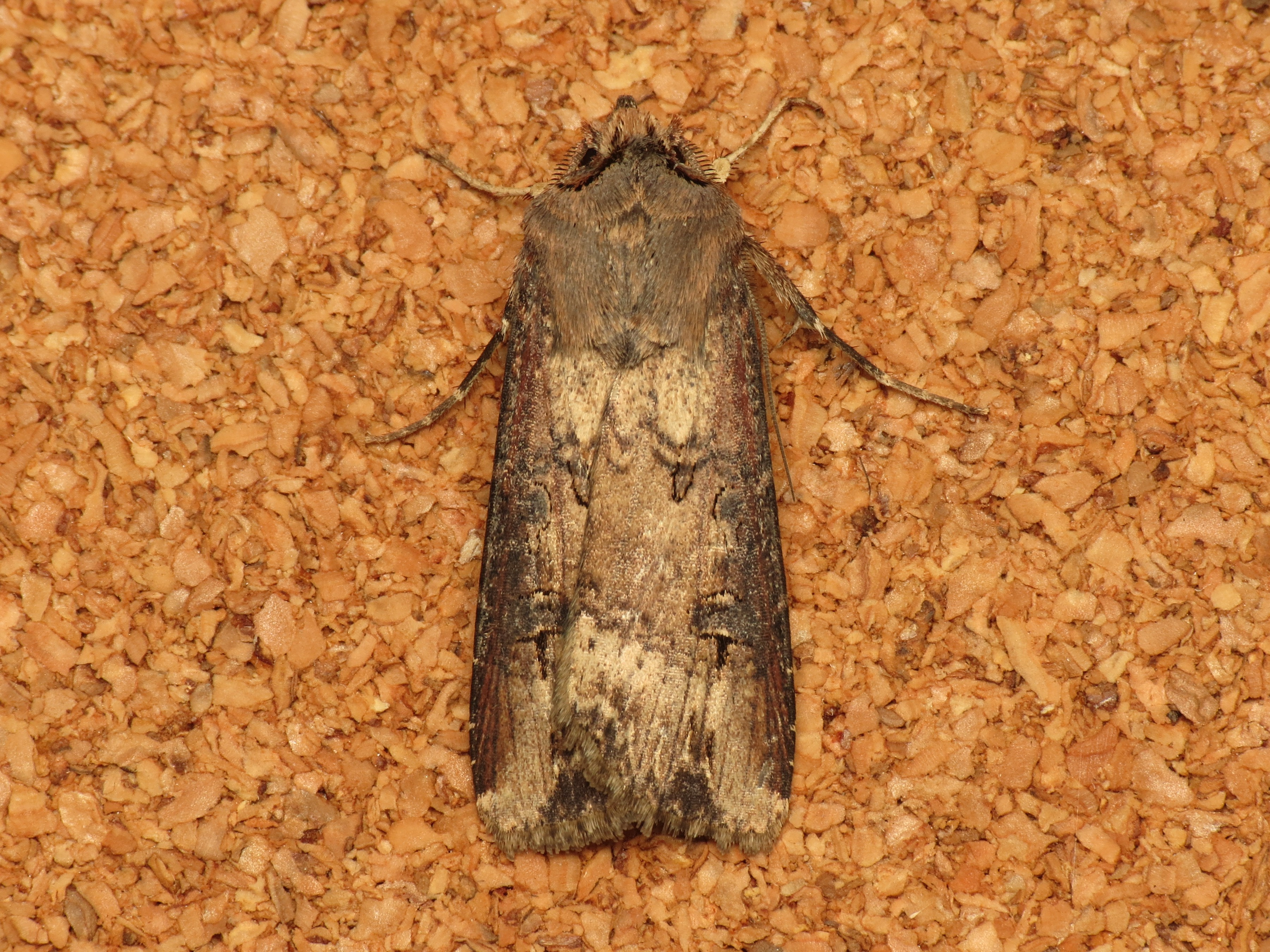
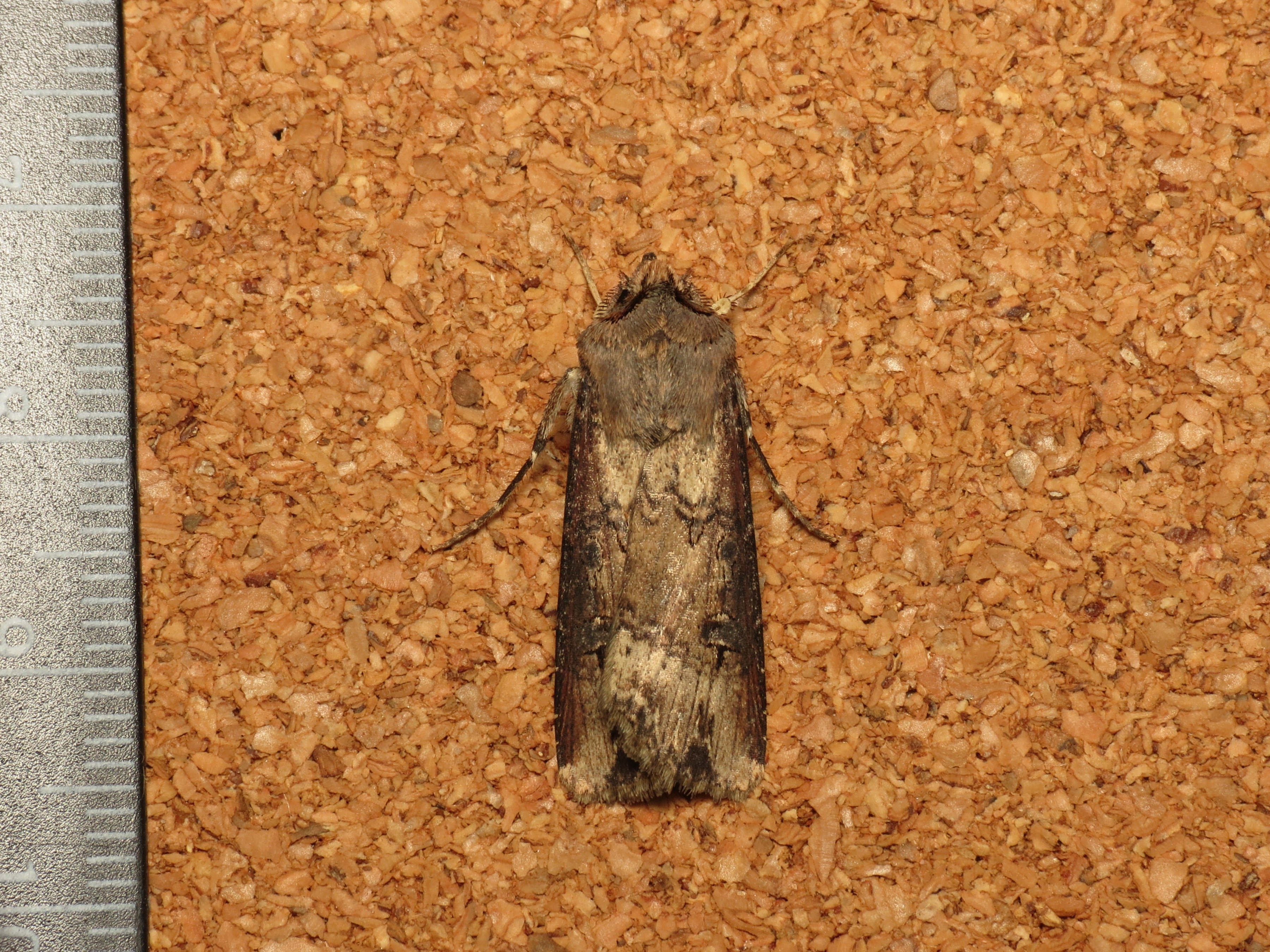
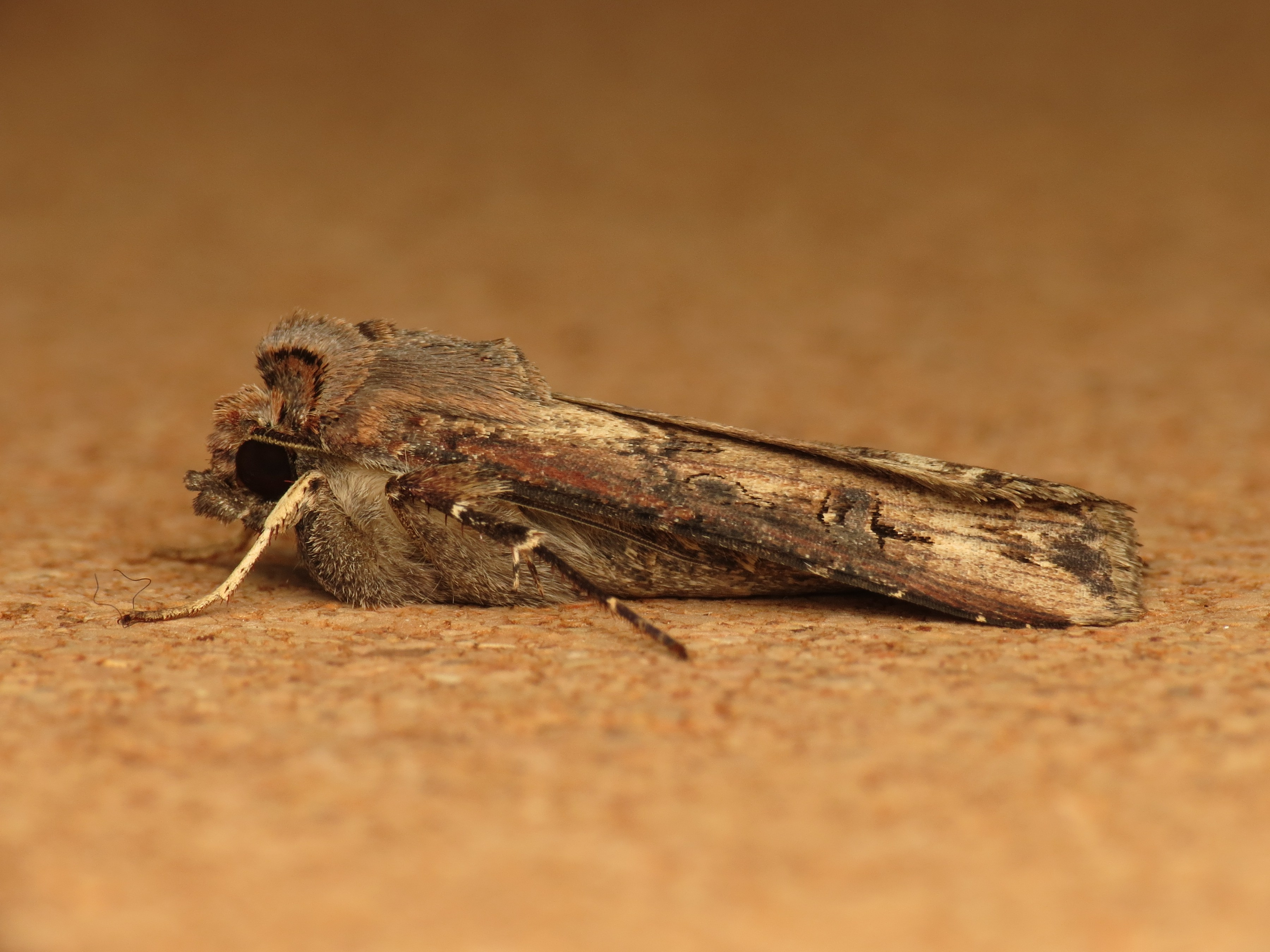
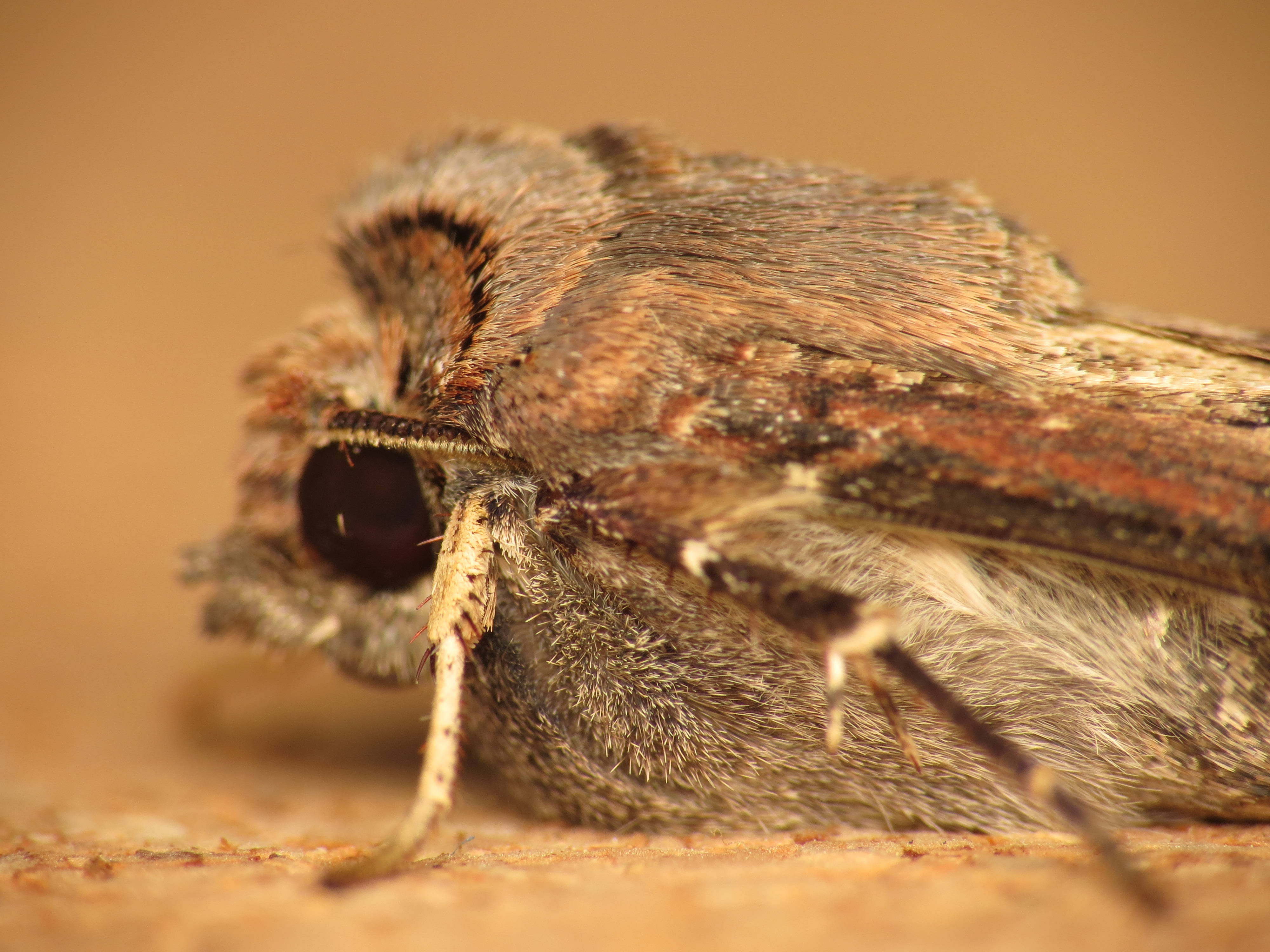
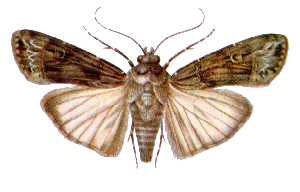
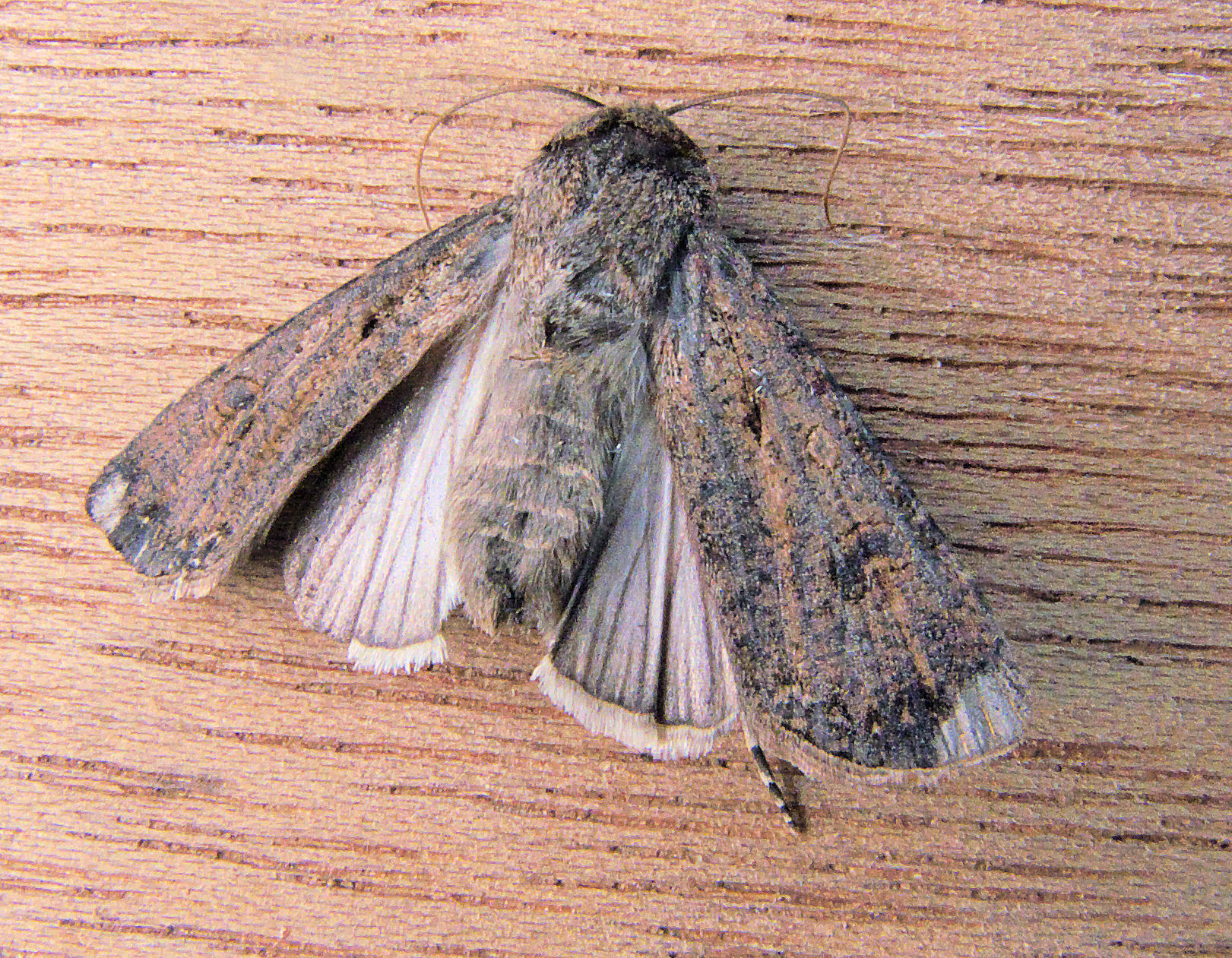
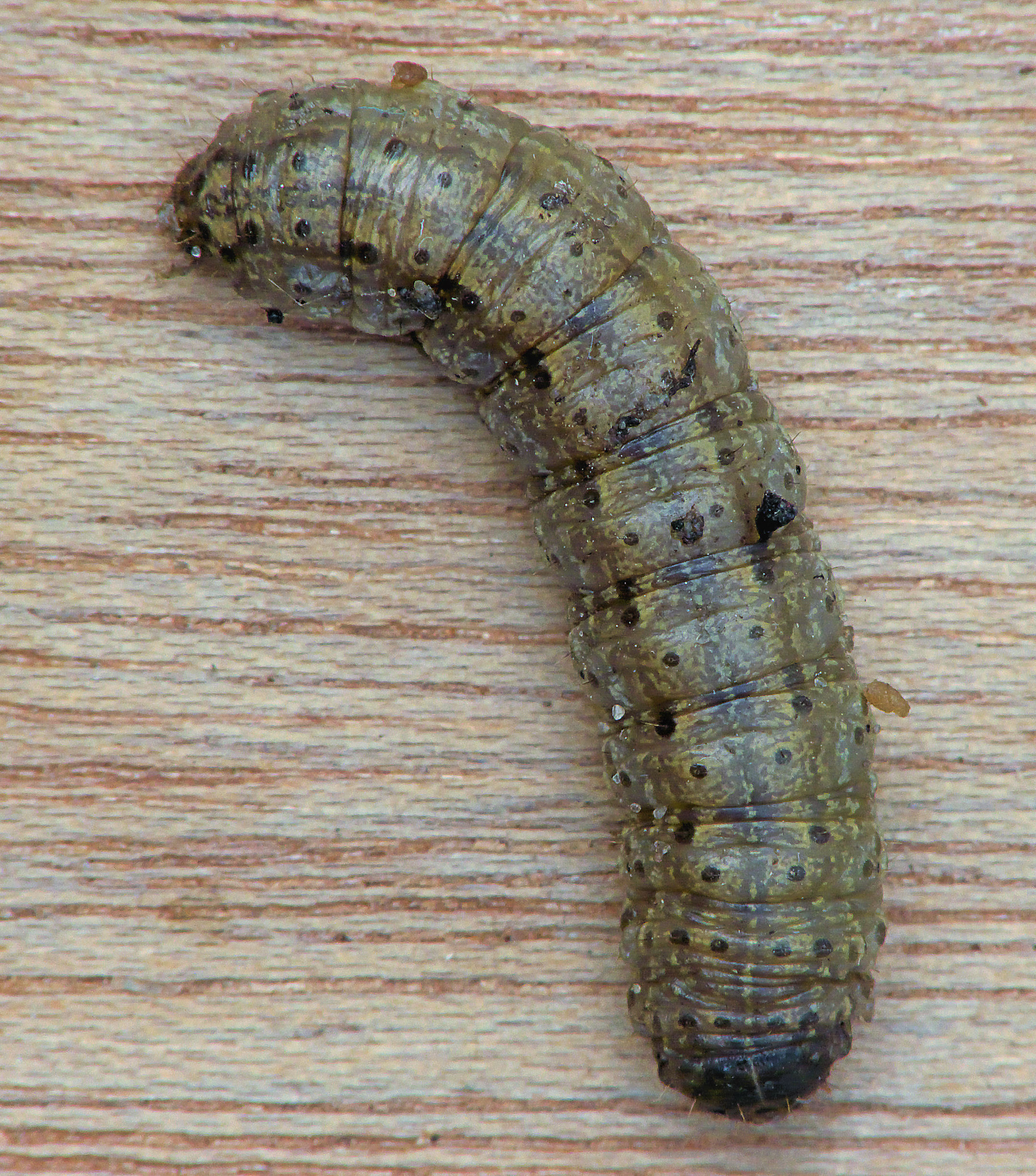